# Bimbo (stad)
Bimbo is een stad in de Centraal-Afrikaanse Republiek en is het bestuurlijk centrum van de binnenlandse prefectuur Ombella-M'Poko. De stad ligt op 10 kilometer ten zuidwesten van de hoofdstad Bangui, nabij de grens met Congo-Kinshasa.
Met 124.176 inwoners (2003) is het de tweede stad van het land na Bangui, waarvan het een satellietstad vormt. In 1988 telde de stad nog slechts 10.751 inwoners. De stad vormt een onderprefectuur van Ombella-M'Poko.
Op 20 november 1964 werd de hoofdplaats van Ombella-M'Poko overgeplaatst van Bangui naar Bimbo. Op 12 mei 1967 werd Boali als hoofdplaats toegewezen en sinds 1982 is Bimbo werderom de hoofdplaats van deze prefectuur.